# Friedrich Wolf
Friedrich Wolf (Neuwied, 23 de diciembre de 1888 - Lehnitz, 5 de octubre de 1953) fue un médico y escritor alemán. Entre 1949 y 1951, fue el primer embajador de la República Democrática Alemana en Polonia.

## Biografía
Wolf nació en Neuwied (Provincia del Rin), hijo de un comerciante judío. Estudió desde 1907 hasta 1912 Medicina, Filosofía e Historia del arte en Múnich, Tubinga, Bonn y Berlín y se hizo médico en 1913. En 1914 trabajó como médico en un barco con la ruta entre Canadá, Groenlandia y Estados Unidos, y en el ejército en el frente occidental de la Primera Guerra Mundial; esta experiencia le hizo profundamente pacifista. En 1917 publicó su primera prosa.
En 1918 se hizo miembro del Consejo de Trabajadores de Dresde y se afilió al Partido Socialdemócrata Independiente de Alemania (USPD). Después de la guerra trabajó como médico en Remscheid y Hechingen, donde se dedicó a la medicina general y prescribió tratamientos basados en la naturopatía. En 1923 y 1925 nacieron sus hijos Markus y Konrad. En 1928 se adhirió al Partido Comunista y al Grupo de escritores Proletario-Revolucionarios. En 1929 su drama Cyankali llevó a un acalorado debate sobre el aborto inducido, y fue por poco tiempo arrestado y acusado de llevar a cabo abortos.
A principios de 1932 fundó el Spieltrupp Südwest en Stuttgart, un grupo de agitación comunista de actores laicos que interpretaban obras controvertidas sobre temas actuales.
Cuando los nazis llegaron al poder, Wolf emigró con su familia a Moscú. En 1938 fue a España para trabajar como médico para las Brigadas Internacionales. Sin embargo, fue arrestado en Francia e internado en el Campo de concentración de Vernet. En 1941 le fue otorgada la nacionalidad soviética y volvió a Moscú, donde fundó el Nationalkomitee Freies Deutschland (Comité Nacional para una Alemania Libre).
En 1945 regresó a Alemania y continuó activo tanto en Literatura como en asuntos políticos y culturales. Desde 1949 hasta 1951 fue el primer embajador de la RDA en Polonia. El 5 de octubre de 1953, murió en su oficina de Lehnitz.

## Principales obras
- 1917 Mohammed (drama); Langemarck (cuento)
- 1919 Das bist du (drama); Der Unbedingte (drama)
- 1921 Die Schwarze Sonne (drama)
- 1922 Tamar (drama)
- 1923 Die Schrankkomödie (drama); Der Arme Konrad (drama)
- 1924 Das Heldenepos des alten Bundes
- 1925 Kreatur (novela)
- 1926 Kolonne Hund (drama); Äther
- 1927 Die Natur als Arzt und Helfer; Koritke (drama); Der Kampf im Kohlenpott (novela corta)
- 1929 Cyankali (drama)
- 1930 Die Matrosen von Cattaro (drama); Tai Yang erwacht (drama)
- 1933 Professor Mamlock (tragicomedia)
- 1934 Floridsdorf (drama)
- 1935 Das trojanische Pferd (drama)
- 1938 Zwei an der Grenze (novela)
- 1940 Beaumarchais (drama)
- 1942 Der Russenpelz (novela corta)
- 1944 Heimkehr der Söhne (novela); Dr. Lilli Wanner (drama)
- 1945 Was der Mensch säet (drama)
- 1946 Die letzte Probe (drama); Märchen für große und kleine Kinder
- 1947 Wie Tiere des Waldes (drama)
- 1949 Der Rat der Götter (guion de cine); Bürgermeister Anna (comedia)
- 1952 Menetekel (novela); Thomas Müntzer (drama)